# Zagrebfestivalen
Zagrebfestivalen (kroatiska: Zagrebački festival), informellt Zagrebfest, är en sedan 1953 årligen återkommande musikfestival i Zagreb i Kroatien. 
Zagrebfestivalen hör bredvid Split- och Opatijafestivalen till Kroatiens främsta musikfestivaler och är en av de äldsta i sitt slag i denna del av Europa.  

## Historia
Zagrebfestivalen grundades 1956 av Fedor Kopsa som hade italienska San Remo-festivalen som förebild. 
Festivalen har sedan grundandet burit olika namn och kallades fram till 1983 för Zagrebs popmusikfestival (Zagrebački festival zabavne glazbe). 1984-2012 var festivalens officiella namn Zagrebfest, ett namn som fortfarande används som en förkortning för det sedan 2013 officiella namnet - Zagrebfestivalen. 

### Fotnoter
1. 1 2  Hds.hr Arkiverad 5 december 2012 hämtat från the Wayback Machine. (kroatiska)